# Пердаксиус
Перда̀ксиус (на италиански: Perdaxius; на сардински: Perdaxius, Пердажус) е село и община в Южна Италия, провинция Южна Сардиния, автономен регион и остров Сардиния. Разположено е на 98 m надморска височина. Населението на общината е 1472 души (към 2010 г.).